# Giacomo Oliva
Giacomo Oliva (L'Aquila, ... – Roma, 28 marzo 1476) è stato un religioso italiano dell’Ordine agostiniano e priore generale dello stesso dal 1470 al 1476.

## Biografia
Giacomo Oliva nasce a L’Aquila dalla famiglia patrizia aquilana degli Oliva, oriunda di Norcia. Fin da piccolo mostra una spiccata propensione per la vita culturale e una ancor più chiara vocazione alla vita religiosa. 
Entrato nell’Ordine Agostiniano si distingue per essere stato un dotto teologo. Viste le sue doti, il giovane Giacomo Oliva diventa stretto collaboratore di Niccolò V e Callisto III, di quest’ultimo ne diventa anche consigliere e cappellano d’onore. Vivace è stata anche la sua rapida carriera ecclesiastica: infatti diventa ben presto Vicario Generale dell’Ordine, lettore nell’Università di Napoli e consigliere della regina Giovanna II di Napoli. Nel 1470 dal Capitolo generale dell’Ordine tenutosi a Bologna viene eletto all’unanimità Priore generale. Frate Giacomo Oliva, sotto il pontificato di Sisto IV, al termine completo del settennio di suo generalato, muore a Roma il 28 marzo 1476. 
I cospicui lasciti furono utilizzati dal cardinale Guglielmo di Estouteville, vescovo di Ostia e protettore dello stesso Ordine Agostiniano, per iniziare la fabbrica del Convento Agostiniano di Roma. Una sua rappresentazione è presente in un medaglione di stucco nella monumentale cappella della basilica di San Bernardino da Siena a L’Aquila. L’epigrafe sotto il medaglione ricorda brevemente: «P. Jacobus Oliva Ord. Eremitarum S. Augustini a MCCCCLXX in Bononiensi Comitio sui Ordinis Prior. Generalis renunciatus».